# Ranonggabrillenvogel
Der Ranonggabrillenvogel (Zosterops splendidus) ist eine wenig erforschte Vogelart aus der Familie der Brillenvögel. Er ist endemisch auf der Salomonen-Insel Ranongga.

## Merkmale
Der Ranonggabrillenvogel erreicht eine Größe von 11,5 bis 12 Zentimetern. Der weiße Augenring wird vorne von einem schwärzlichen Flecken unterbrochen. Die Stirn, die Stirnkrone, die Zügel und der Bereich unter dem Augenring sind schwärzlich. Hinterkopf und Oberseite sind gelblich-oliv. Die Handschwingen und Steuerfedern sind schwärzlich-braun mit gelblich-oliven Rändern. Die Unterseite ist goldgelb, wobei die Färbung an den Brustseiten in das Oliv der Oberseite übergeht. Die Iris ist rötlichbraun, der Schnabel schwarz und die Beine sind gelblich. Die Geschlechter sehen gleich aus. Juvenile Vögel sind bisher unbeschrieben. Sein Gesang ist vor allem in der Morgendämmerung sehr oft zu hören. Er besteht aus kurzen einfachen Reihen von ungefähr neun ab- und aufsteigenden Staccato-Noten. Der Kontaktruf ist ein „cheu“. Er ist etwas lauter und zweisilbiger als bei anderen Brillenvogel-Arten.

## Lebensraum
Der Ranonggabrillenvogel bewohnt Primär- und Sekundärwälder, Buschland und Gärten.

## Lebensweise
Über seine Lebensweise liegen keine Informationen vor.

## Status
Der Ranonggabrillenvogel kommt in  einem stark fragmentierten Verbreitungsgebiet von 150 km² vor. Als Hauptgefährdung gilt die Rodung der Wälder. Auf den gerodeten Flächen werden Gärten angelegt, wo Obst und Gemüse für die Dorfmärkte von Ghizo und Ranongga angebaut werden. Ein Großteil des verbliebenen Waldes auf Ranongga ist nicht für den Gartenbau geeignet, jedoch werden Bäume für den Nutzholzbedarf gefällt. 1998 schätzte BirdLife International den Bestand auf 2.500 bis 10.000 Exemplare und stuft die Art als „gefährdet“ (vulnerable) ein.